# House Party
House Party (bra: Uma Festa de Arromba) é um filme de 1990 de comédia produzida pela New Line Cinema. É estrelado por Kid e Play, mais conhecidos como a popular dupla do hip hop Kid 'n Play. Também estrelam no filme Paul Anthony, Bow-Legged Lou, Robin Harris (que morreu de infarto nove dias depois de House Party ser lançado), Martin Lawrence, Tisha Campbell, A.J. Johnson, Daryl "Chill" Mitchell e Gene "Groove" Allen (ou Groove B. Chill), Kelly Jo Minter, John Witherspoon, e George Clinton.

## Elenco
- Christopher "Kid" Reid — Christopher Harris (Kid)
- Robin Harris — Mr. Harris
- Christopher "Play" Martin — Peter Martin
- Martin Lawrence — Bilal
- "Paul Anthony" George (Full Force) — Stab
- Lucien "Bowlegged Lou" George, Jr. (Full Force) — Pee-Wee
- Brian "B-Fine" George (Full Force) — Zilla
- Tisha Campbell — Sidney
- A.J. Johnson — Sharane
- Gene "Groove" Allen — Groove
- Daryl "Chill" Mitchell — Chill
- Lou B. Washington - Otis

## Sequências
O filme teve duas sequências: House Party 2 em 1991; e House Party 3 em 1994. 